# Dymitr Iwanowicz (1483–1509)
Dymitr Iwanowicz (ur. 10 października 1483, zm. 14 lutego 1509) – następca tronu Wszechrusi w latach 1490–1502, kniaź twerski w latach 1498–1502.

## Życiorys
Był jedynym synem carewicza Iwana Iwanowicza Młodszego (najstarszego syna Iwana III Srogiego) i jego żony Heleny, córki hospodara mołdawskiego Stefana III Wielkiego. Po śmierci ojca, dziedzica Iwana III, sam został następcą tronu. Prawdopodobnie w 1497 jego stryj Wasyl planował zamach na niego. Początkowo dziadek był Dymitrowi przychylny i 3 lutego 1498 koronował go na współwładcę Włodzimierza, Moskwy i Wszechrusi. Jednak budziło to silny opór Zoe Paleolog, drugiej żony Iwana III. Wpłynęła ona na męża, by 11 kwietnia 1502 wtrącił Dymitra do więzienia wraz z matką i wydziedziczył go. Dodatkowym pretekstem było wspieranie przez Helenę judaizującej herezji. Następcą tronu został Wasyl III, syn z drugiego małżeństwa, który objął władzę w 1505, jeszcze za życia Dymitra. Dymitr Iwanowicz zmarł 14 lutego 1509, nie pozostawiając po sobie potomków.